# Crenicichla sipaliwini
Crenicichla sipaliwini är en fiskart som beskrevs av Ploeg, 1987. Crenicichla sipaliwini ingår i släktet Crenicichla och familjen Cichlidae. Inga underarter finns listade i Catalogue of Life.